# Ptiloglossa lucernarum
Ptiloglossa lucernarum är en biart som beskrevs av Cockerell 1923. Ptiloglossa lucernarum ingår i släktet Ptiloglossa och familjen korttungebin. Inga underarter finns listade i Catalogue of Life.